# 10日間で男を上手にフル方法
『10日間で男を上手にフル方法』（とおかかんでおとこをじょうずにふるほうほう、How to Lose a Guy in 10 Days）は、2003年のアメリカ合衆国のロマンティック・コメディ映画。監督はドナルド・ペトリ、出演はケイト・ハドソンとマシュー・マコノヒーなど。10日間で恋人を作る賭けをした広告マンと、10日間で男にフラれる方法の記事を書くことになった女性記者の恋を描いている。
アメリカでは2003年1月27日にプレミア上映されたのち、2003年2月7日に公開され、週末興行成績で初登場1位になった。その後も好成績を維持し、トップ10内に7週間いた。日本では同年8月9日に日比谷映画系列で公開され、週末興行成績（全国9大都市集計）では初登場7位となり、同日封切り作品のなかではトップの成績となった。

## ストーリー
ニューヨークにある女性ファッション誌「コンポージャー」 (Composure) の記者、アンディ・アンダーソン（ケイト・ハドソン）は、社会派の記事を書く夢を持ちながらも、女性向けのハウツー記事しか書かせてもらえない日常に悶々としていた。ある日の編集会議で、彼氏に振られてしまった同僚ミシェル（キャスリン・ハーン）が記事のネタにされそうになっていたところ、アンディは「男を失う方法」 (How to lose a guy) という記事を書いてはどうか?と提案する。映画館でベタベタしたり、いきなり不機嫌になったり、仕事中に電話をかけたり…こんなことをしていては振られてしまいますよ、という逆ハウツー記事というわけだ。編集長の鶴の一声で採用されたものの、アンディは残り10日間のうちに男性と付き合い、相手にうんざりさせるためのあの手この手を駆使して振られ、それを記事にしなければならなくなってしまった。
一方、広告代理店に勤めるベンジャミン・バリー（マシュー・マコノヒー）は、ダイヤモンドの最大手「デラウェア」 (Delaware) の契約権をめぐって同僚と争っていた。「あんたみたいな男に、ダイヤを欲しがる女性の気持ちが分かるとは思えない」との売り言葉に「俺は女性の気持ちが分かる、どんな女でも落としてみせる！」と言い放ったベン。このセリフを聞いた上司から、10日後のパーティーまでに指定された女性を落として連れてくれば契約はお前のもの、失敗すれば契約は相手のものだ、というゲームをけしかけられてしまう。
なんとしてでも女性を落とさなければならなくなったベン。しかし指定された相手とは、なんと記事のためにカモを捜しているアンディだった。

## キャスト
| 役名                   | 俳優                                   | 日本語吹替 |
| ---------------------- | -------------------------------------- | ---------- |
| アンディ・アンダーソン | ケイト・ハドソン                       | 斎藤恵理   |
| ベンジャミン・バリー   | マシュー・マコノヒー                   | 森田順平   |
| ミシェル               | キャスリン・ハーン                     | 魏涼子     |
| ジャニーン             | アニー・パリッセ                       | 工藤千草   |
| トニー                 | アダム・ゴールドバーグ                 | 鳥畑洋人   |
| セア                   | トーマス・レノン                       | 檀臣幸     |
| ジュディ・スピアーズ   | マイケル・ミシェル                     | 藤井千夏   |
| ジュディ・グリーン     | シャローム・ハーロウ                   | 塩山由佳   |
| フィリップ・ウォーレン | ロバート・クライン                     | 石波義人   |
| ラナ・ジャン           | ビビ・ニューワース                     | 藤生聖子   |
| ロリ                   | サマンサ・クァン                       | 陰山真寿美 |
| グレンダ               | セリア・ウェストン                     | 磯辺万沙子 |
| ジャック               | ジェームズ・マータフ                   | 塚田正昭   |
| アーノルドおじさん     | アーチー・マクグレガー                 | 大竹宏     |
| ジョーイ               | ジョン・ディレスタ                     | 小谷津央典 |
| ドーラ                 | レベッカ・ハリス                       | MAI        |
| デラウアー夫人         | リリアン・モンテヴェッキ               | 沢田敏子   |
| デラウアー氏           | ジェームズ・メインプライズ             | 岩田安生   |
| マーク                 | ダグ・マーレイ                         | 池田和良   |
| 本人役                 | マーヴィン・ハムリッシュ（カメオ出演） |            |
| 場内アナ               |                                        | 岸祐二     |
| コック                 |                                        | 加藤将之   |

## 舞台設定
ニューヨークのマンハッタンが舞台であり、コンデ・ナスト・ビルディングやスタテン島、マディソン・スクエア・ガーデンなどが登場する。撮影は9.11テロの直後であったが、多くのニューヨーク市民がエキストラとして登場し、街並みを活気あるもとのしている。また別に、カナダのトロントでもロケが行われた。

## 作品の評価
Rotten Tomatoesによれば、150件の評論のうち高評価は42%にあたる63件で、平均点は10点満点中5.1点、批評家の一致した見解は「マシュー・マコノヒーとケイト・ハドソンのコンビは魅力的だが、『10日間で男を上手にフル方法』のくだらない設定や予想通りの脚本には勝てない。」となっている。
Metacriticによれば、31件の評論のうち、高評価は8件、賛否混在は16件、低評価は7件で、平均点は100点満点中45点となっている。